# Franziska Preuß
Franziska Preuß, född 11 mars 1994 i Wasserburg am Inn, är en tysk skidskytt.
Preuß var fram till 2009 aktiv som friidrottare och byte sedan sport. Hon deltog vid de Olympiska vinterspelen för ungdomar 2012 i Innsbruck där hon tog en guldmedalj i sprint, två guldmedaljer i stafett samt en silvermedalj i jaktstart. Hon ingick även i det tyska laget vid de Olympiska vinterspelen 2014, men tog ingen medalj.
Under världsmästerskapen i skidskytte 2016 i Oslo var hon med i det tyska laget, som vann en silvermedalj i mixstafett. Vid världsmästerskapen i skidskytte 2025 var hon en del av mixstafettlaget som tog brons, samt vann ett individuellt silver i sprinten och guld i den påföljande jaktstarten.

### Webbkällor
- Franziska Preuß, International Biathlon Union (IBU)
- Franziska Preuß, Deutscher Skiverband